# Хоакін Аскасо
Хоакін Аскасо Будрія (ісп. Joaquín Ascaso Budría; близько червня 1906, Сарагоса — березень 1977 Каракас, Венесуела) — відомий іспанський ідеолог анархо-синдикалізму, урядовий делегат Другої Іспанської республіки, президент Регіональної ради оборони Арагону.

## Біографія

### До громадянської війни
Народився у червні 1906 року або у 1907 році в іспанському місті Сарагоса. Його братами є іспанські анархо-синдикалісти Франсіско Аскасо та Домінго Аскасо. Закінчив початкову школу і у 14 років пішов працювати муляром.
У 17 років вступив в анархо-синдикалістську органцізацію Національна конфедерація праці (CNT). Однак через свою анархістську діяльність у 1924 році Хоакін Аскасо був заарештований, після чого він утік до Франції до встановлення Другої Іспанської республіки.

### Під час громадянської війни
Після встановлення Другої республіки, повертається до Іспанії. У травні 1936 року він представляв профспілку будівельників на конгресі CNT у Сарагосі. Початок громадянської війни в Іспанії застав його в Барселоні, після чого він вирушив на Арагонський фронт, спочатку інтегрований у колонну (військова одиниця) Дурруті, а пізніше в колонну Ортіса. 19 січня 1937 року він отримав офіційне призначення урядовим делегатом від Регіональної ради оборони Арагону, фактично стаючи президентом цього державного утворення. Під час свого перебування на посаді Аскасо виступав в Арагоні практично як незалежний правитель центрального уряду, що викликало неприязнь між республіканською владою та Аскасо. У цей період він підтримував офіційні відносини з Женералітатом Каталонії.
Після розпуску Ради він був заарештований за наказом уряду Другої Іспанської Республіки 19 серпня 1937 року по сфабрикованій справі у «крадіжці і подальшиому продажі коштовностей». Аскасо залишався ув'язненим протягом 38 днів у в'язниці Сант-Мікель-дель-Рейс, поблизу Валенсії, і, все-таки, через Андорру, виїхав до Франції з Антоніо Ортісом. Звідти вони вирушили до Уругваю, також пробувавши у Чилі та Парагваї. Зрештою, оселяється у Венесуелі.

### У вигнанні
У Венесуелі в 1960-х він сформував анархістську групу Fuerza Única разом із Антоніо Ортісом та іншими іспанськими анархістами в еміграції.